# Figlia mia
Figlia mia (Engelse titel: Daughter of Mine) is een Italiaans-Duits-Zwitserse film uit 2018, geregisseerd door Laura Bispuri.

## Verhaal
Het verhaal speelt zich af in een klein dorp in Sardinië. Vittoria is een bijna tienjarig meisje dat liefdevol opgevoed wordt door haar pleegmoeder Tina. Ze leert Angelica, haar biologische moeder kennen, een excentrieke jonge vrouw tot wie ze zich aangetrokken voelt. Ze begint Angelica meer en meer op te zoeken. Zo komt ze voor een hartverscheurende keuze te staan. Het meisje en de twee vrouwen moeten leren omgaan met hun gevoelens.

## Rolverdeling
| Acteur          | Personage                                    |
| --------------- | -------------------------------------------- |
| Valeria Golino  | Tina, de pleegmoeder van Vittoria            |
| Alba Rohrwacher | Angelica, de biologische moeder van Vittoria |
| Sara Casu       | Vittoria                                     |
| Udo Kier        | Bruno                                        |
| Michele Carboni | Umberto                                      |

## Release
Figlia mia ging op 18 februari 2018 in première op het internationaal filmfestival van Berlijn in de competitie voor de Gouden Beer.